# Subanua flavociliata
Subanua flavociliata är en fjärilsart som beskrevs av Aurivillius 1925. Subanua flavociliata ingår i släktet Subanua och familjen nattflyn. Inga underarter finns listade i Catalogue of Life.